# Fully Alive
"Fully Alive" é o terceiro single da banda Flyleaf. O single foi lançado em novembro de 2006.

## Faixas
| N.º | Título                     | Duração |  |
| 1.  | "Fully Alive (Radio Edit)" | 2:34    |  |
| 2.  | "Call Out Hook"            | 0:10    |  |

## Desempenho nas paradas
| Parada musical (2006)      | Melhor Posição |
| -------------------------- | -------------- |
| Hot Mainstream Rock Tracks | 13             |
| Modern Rock Tracks         | 31             |